# Séréfédougou
Séréfédougou est une commune rurale située dans le département de Bérégadougou de la province de Comoé dans la région des Cascades au Burkina Faso.